# Taz (peuple)
Cet article concerne le peuple taz. Pour la langue taze, voir Taz (langue).
Les Taz (en russe : Та́зы, Tazy ; chinois : 塔兹 ; pinyin : Tǎzī) forment un petit groupe ethnique depuis le XIXe siècle issu d'unions entre des Oudéguéïs, des Nanaïs et des Jurchens. Ils vivent dans le kraï du Primorié et parlent le russe. La langue taze, dialecte chinois enrichi de mots indigènes, n'est plus employée. Le nombre de Taz en 2021 s'élevait à 235 en Russie, dont 220 dans le kraï du Primorié.

## Histoire
Dans les années 1830-1850, les Chinois ont commencé à pénétrer sur le territoire de le territoire de l'Oussouri, n'y restant initialement que pendant la saison chaude. Ils étaient engagés dans la collecte de ginseng, et plus tard, des chasseurs de bois de cerf, des ramasseurs de fruits de mer et des cueilleurs de champignons se sont ajoutés aux cueilleurs de ginseng. Au fil du temps, certains d'entre eux s'installent sur ce territoire, s'adonnant à l'agriculture et au commerce. Parmi les colons chinois, les hommes prédominaient, ils épousèrent donc des femmes de tribus locales : les Oudihés dans le sud de la région et les Nanaïs dans les régions du nord. Peu à peu, une population métisse a émergé , à laquelle le nom chinois « da-tzu » (aborigènes, indigènes) a été appliqué,. 
La classification des Tazs repose sur le travail que Leopold von Schrenck a effectué lors de son voyage dans le bassin de l'Amour entre 1854 et 1856 : il définit les Taz comme les indigènes qui ont assimilé la culture chinoise et qui parlent le chinois. Sa classification a ensuite été utilisée dans le cadre des recensements en Russie. Au sein des Oudéguéis, ils auraient fait partie du sous-groupe des Namunkas qui habitaient dans le Sud près de la côte de la mer du Japon et de la Fuchin, un affluent de l'Oussouri. 
Après l'annexion de la région de l'Oussouri à la Russie en 1860 par la Convention de Pékin, les Russes commencèrent à appeler ce mot (qui dans leur bouche commençait à sonner comme « tazy ») la population indigène du Primorié (principalement les Oudihés, mais aussi les Orotches et les populations métisses locales). Le chercheur d'Extrême-Orient Vladimir Arseniev a rationalisé la terminologie, en distinguant systématiquement les Oudihés, les Chinois et le nouveau groupe ethnique d'origine métisse apparu à la fin du XIXe siècle, qu'il considérait comme des Oudihés « habités » (à cette époque ils vivaient sédentaires et pratiquaient le jardinage et parlaient une variété de la langue chinoise du nord). Mais en même temps il les considérait comme une ethnie indépendante : ils différaient considérablement de Chinois dans leur culture et leur mode de vie économique, ne se considéraient pas comme chinois. Le nom « tazy » a ainsi été attribué à ce groupe.
En 1938, les Taz ont été regroupés dans le village de Mikhaïlovka. En 2002, ce village comptait 71 Taz pour 150 habitants.  

## Croyances
Avant que le Primorié ne soit colonisé pa l'Empire russe, les croyances religieuses des Taz étaient principalement basées sur des croyances communes dans le nord-est de la Chine : le bouddhisme, le culte des ancêtres chinois, la religion populaire mandchoue et le chamanisme, avec des éléments de croyances locales. Après l'annexion de la région d'Oussouri à la Russie en 1860, les Tazy furent christianisés . Actuellement, les Taz qui se considèrent comme croyants sont orthodoxes.